# Parnamirim (Recife)

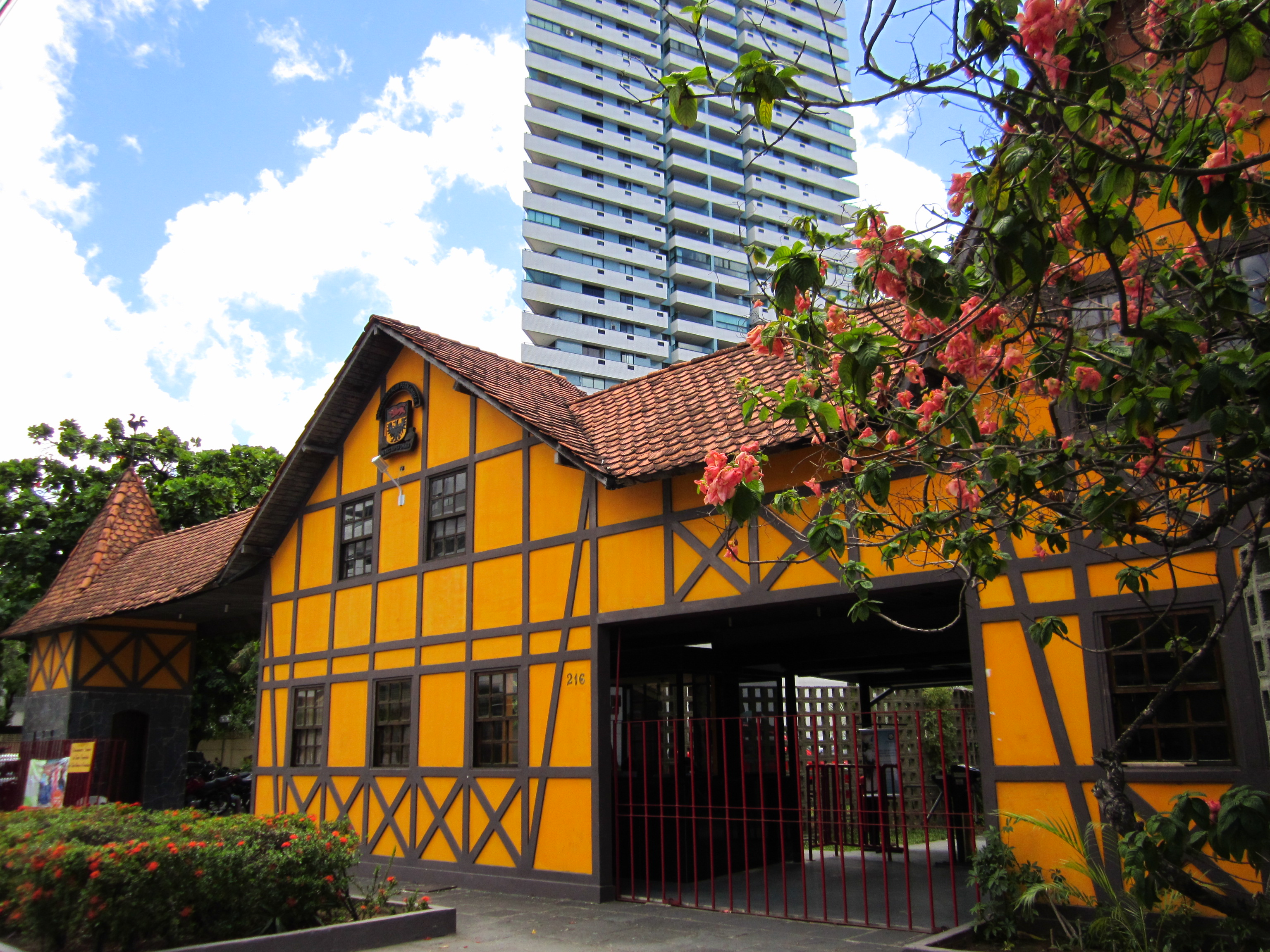
Barrio de Parnamirim.

Parnamirim es un barrio noble de la ciudad de Recife, en Pernambuco, en Brasil.
Se localiza en la RPA-3, zona norte de Recife. Hace límites con los barrios Casa Amarilla, Casa Fuerte, Tamarineira, Jaqueira, Santana y Pozo de la Panela.
Según datos del censo del Instituto Brasileño de Geografía y Estadística, en el 2000, la población de Parnamirim tenía una renta media mensual de 3 666.44, la cuarta mayor de la ciudad.
En este barrio está localizado el Templo de la Iglesia Mórmon, con jurisdicción sobre todo el Nordeste.

## Etimología
El topónimo "Parnamirim" es de origen  tupí y significa "mar pequeño", a través de la unión de los términos paranã ("mar") y mirim ("pequeño").

## Estadísticas
- Población: 7 636 habitantes.
- Área: 61.0 hectáreas.[3]
- Densidad: 88.87 habitantes por hectárea.